# Conrad Feger Jackson
Pour les articles homonymes, voir Jackson.
Conrad Feager Jackson, né le 11 septembre 1813 en Pennsylvanie et mort le 13 décembre 1862 à Fredericksburg, en Virginie, est un général de brigade américain. Il est l'époux de Angeline Culler qui lui donne 3 enfants. Il est inhumé au Allegheny Cemetery à Pittsburgh en Pennsylvanie.

## Carrière
Avant la guerre, il est employé dans une compagnie de chemins de fer en Virginie.

Il rejoint l'armée en 1861 et entre dans le 9e régiment de réserve de Pennsylvanie avec le grade de colonel qu'il commande à la bataille de Dranesville, en Virginie, et qu'il place sous les ordres du général McCall lors de la campagne de la Péninsule.

Le 15 juillet 1862, il est promu général de brigade avec le commandement de la 3e Brigade de la Division McCall et combat à Bull Run, South Mountain et la bataille d'Antietam.

Le 13 décembre 1862, il est mortellement touché lors de la bataille de Fredericksburg alors qu'il mène la charge en tête de sa brigade.

## Ses enfants
1. Clara E. Jackson, née en 1837
2. Annie Rachel Jackson, née le 14 octobre 1839
3. Thomas Hart Benton Jackson, né en 1840